# 대하초등학교
대하초등학교는 대한민국 경기도 성남시 중원구에 있는 공립 초등학교이다.

## 학교 연혁
- 1987년 1월 31일 대하국민학교 설립인가
- 1988년 3월 1일 초대 김성규 교장 부임
- 1988년 3월 1일 19학급 편성 개교
- 1996년 3월 1일 대하초등학교로 개명
- 2002년 3월 1일~2004년 2월 29일 경기도교육청지정 학교환경공원화 모델학교운영
- 2003년 3월 1일~2006년 2월 28일 경기도교육청지정 도농교류 체험학습학교운영
- 2003년 10월 20일 신관 3층 준공
- 2004년 6월 14일 제33회 전국소년체전이라인롤러단체우승교육감 표창
- 2005년 1월 10일 학교평가우수교 교육장표창
- 2005년 5월 31일 제34회전국소년체전인라인롤러종합우승 학교표창
- 2005년 6월 17일 나라사랑 실천교육모범학교교육장표창
- 2005년 9월 1일 광복절기념국기달기우수학교교육감표창
- 2005년 9월 1일 학교환경구성우수교교육장표창
- 2006년 6월 9일 경기도학생예능경연대회성남시대회우승교육장표창
- 2006년 7월 6일 제35회전국소년체전우수교육감표창
- 2006년 9월 1일 6대 홍석표 교장 부임
- 2006년 12월 18일 교육과정운영우수학교교육장표창
- 2006년 12월 29일 전화응대친절도평가우수기관교육감표창
- 2007년 6월 11일 제36회전국소년체전우수교교육감표창
- 2007년 10월 27일 화장실 리모델링(본관1-4층)
- 2007년 10월 27일 본관 신관 연결통로 공사 완공
- 2007년 11월 26일 본관 과학실 현대화 시설 마련
- 2007년 11월 30일 명품교육프로그램우수교교육감표창
- 2007년 12월 30일 2007 학교평가결과우수교 교육감표창
- 2008년 6월 19일 제37회 전국소년체전 우수교 (인라인롤러) 교육감 표창
- 2008년 6월 19일 전교실 천정형 냉난방 시설 완공
- 2009년 3월 1일 강경원교장 부임
- 2009년 3월 23일 다목적강당 증축사업(669.6)
- 2009년 6월 10일 입학100일 기념행사
- 2009년 10월 29일 PAPS 시범학교 운영보고회
- 2009년 12월 21일 지역사회학교 운영우수교 교육감 표창
- 2010년 3월 1일 29학급, 특수학급 1학급 편성
- 2010년 3월 1일~2011년 2월 28일 창의인성선도학교
- 2010년 3월 29일 제29회전국남녀종별인라인롤러대회 금3, 은1, 동2 수상
- 2011년 3월 1일 28학급, 특수학급 1학급 편성
- 2011년 9월 1일 김기태교장 부임
- 2012년 3월 1일 26학급 편성(특수 1학급), 유치원 1학급
- 2012년 3월 1일~2013년 2월 28일 NTTP 생태공예 연수원학교 운영
- 2013년 3월 1일 27학급 편성(특수 1학급), 유치원 1학급
- 2014년 3월 1일 27학급 편성(특수 1학급), 유치원 1학급
- 2014년 3월 1일~2015년 2월 28일 NTTP 배움과 실천공동체 연수원학교 운영
- 2015년 3월 1일 27학급 편성(특수1), 유치원 1학급
- 2015년 3월 1일~2017년 2월 28일 도지정 도예체험학습장 운영